# Byttneria heteromorpha
Byttneria heteromorpha är en malvaväxtart som beskrevs av Arenes. Byttneria heteromorpha ingår i släktet Byttneria och familjen malvaväxter. Inga underarter finns listade i Catalogue of Life.